# Химченко Андрій Дмитрович
Андрій Дмитрович Химченко (1905, місто Умань Київської губернії, тепер Черкаської області — 1963, місто Брест, тепер Білорусь) — радянський діяч органів державної безпеки.

## Біографія
Народився в родині тесляра. У 1917 році закінчив 2-х класну приходську школу в Умані. У квітні 1917 — серпні 1918 р. — чорнороб Уманської сільськогосподарської дослідної станції. У серпні 1918 — червні 1924 р. — кочегар Уманської сільськогосподарської дослідної станції. У червні 1924 — вересні 1928 р. — молотобоєць-коваль цієї ж дослідної станції.
Член ВКП(б) з жовтня 1927 року.
У вересні 1928 — вересні 1931 р. — студент робітничого факультету Київського енергетичного інституту. У вересні 1931 — березні 1933 р. — студент Київського енергетичного інституту. У березні 1933 — березні 1934 р. — слухач Центральної школи ОДПУ.
У березні 1934 — вересні 1936 р. — заступник начальника Політвідділу радгоспу № 14 по роботі НКВС у місті Новоузенськ Саратовського краю. У вересні 1936 — липні 1937 р. — помічник оперуповноваженого Сердобського районного відділу НКВС Саратовської області. У липні 1937 — березні 1938 р. — оперуповноважений УНКВС Саратовської області. У березні 1938 — січні 1939 р. — начальник відділення УНКВС Саратовської області. У січні 1939 — 1941 р. — начальник Економічного відділу УНКВС Саратовської області. У 1941 — лютому 1943 р. — начальник відділу УНКВС Саратовської області. У лютому 1943 — грудні 1944 р. — начальник тюремного відділу УНКВС Саратовської області.
У грудні 1944 — березні 1947 р. — начальник відділення 1-го відділу Головного управління по боротьбі з бандитизмом (ГУББ) МВС СРСР. З березня 1947 р. — в органах Міністерства державної безпеки (МДБ) СРСР. У лютому 1948 — серпні 1949 р. — начальник управління «2-Н» МДБ Білоруської РСР.
17 серпня 1949 — 31 березня 1953 р. — начальник Управління МДБ БРСР по Брестській області. 31 березня — червень 1953 р. — начальник Управління МВС БРСР по Брестській області.
11 червня — 23 вересня 1953 р. — начальник Управління МВС УРСР по Дрогобицькій області.
22 вересня 1953 — 10 травня 1954 р. — начальник Управління МВС БРСР по Брестській області. 10 травня 1954 — 5 березня 1957 р. — начальник Управління КДБ БРСР по Брестській області. Звільнений з роботи через хворобу.

## Звання
- сержант держбезпеки (22.03.1936)
- старший лейтенант держбезпеки (27.04.1939)
- капітан держбезпеки (5.08.1942)
- підполковник держбезпеки (11.02.1943)
- полковник

## Нагороди
- орден Червоного Прапора (5.11.1954)
- орден Трудового Червоного Прапора (30.12.1948)
- орден «Знак Пошани» (20.09.1943)
- два ордена Червоної Зірки (31.05.1944; 25.07.1949)
- чотири медалі